# Dubodiel
Dubodiel (em húngaro: Trencséntölgyes) é um município da Eslováquia, situado no distrito de Trenčín, na região de Trenčín. Tem 20,19 km² de área e sua população em 2018 foi estimada em 943 habitantes.

## Demografia
| Ano:        | 1994 | 2004   | 2014   | 2024   |
| ----------- | ---- | ------ | ------ | ------ |
| Broj ljudi: | 903  | 922    | 950    | 1031   |
| Razlika:    |      | +2,10% | +3,03% | +8,52% |

| Ano:               | 2023 | 2024   |
| ------------------ | ---- | ------ |
| Número de pessoas: | 1023 | 1031   |
| Diferença:         |      | +0,78% |